# بالاروزنک‌ها
بالاروزنک‌ها (نام علمی: Megalyridae) نام یک تیره از راسته پرده‌بالان است.